# Mademoiselle Pogany
Mademoiselle Pogany (nom original roumain Domnişoara Pogany) est une sculpture de l'artiste Constantin Brâncuşi créée en 1913. La statue porte le nom de la peintre hongroise Margit Pogány, qu'il a rencontrée en 1911.

## Histoire
Brâncuşi a créé cinq versions de l'œuvre sur une période de deux décennies, le plâtre initial datant de 1912. Il a ensuite créé des versions en marbre et en bronze en 1913, 1919, 1931 et 1933.
La version en bronze de Mademoiselle Pogany créée en 1913 se trouve au Museum of Modern Art de New York. Deux autres versions de l'œuvre, l'une créée en 1912 et l'autre en 1931, sont exposées au Philadelphia Museum of Art aux États-Unis. D'autres versions de différentes années, de 1912 à 1933, se trouvent au Centre Pompidou à Paris. 

## Description
Il s'agit d'un petit portrait en buste (43,8 × 21,5 cm x 31,7 cm) de l'artiste Margit Pogany, que Brancusi avait rencontrée à Paris. 
Le buste de Mlle. Pogany évoque le visage très simple d'une femme. Brancusi l'a réduit à un ovale, avec ses énormes yeux en amande qui ressortent. Les cheveux à patine noire qui couvrent le sommet de la tête et s'étendent sur le chignon élaboré de la nuque ajoutent une touche naturaliste. Sur le long cou, les mains allongées, se posent dans un geste caractéristique.
Cette œuvre représente une nouvelle conception du portrait. La figure d'une extraordinaire délicatesse, aux énormes yeux de libellule, est à la fois le portrait et l'effigie d'une beauté chargée de mystère. 